# Ресентимент
Ресентиме́нт (фр. ressentiment, досл. «обурення, злопам'ятність, озлоблення») — це термін, що використовується в психології та філософії, під яким розуміють певну форму незадоволення, змішану з ворожістю до чогось, що ідентифікується як причина заподіяної кривди або розчарування. Почуття слабкості, неповноцінності або заздрості до цієї «причини» призводить до її відкидання або нападу. Іноді образа призводить до пошуку «цапів-відбувайлів». В основі образи зазвичай лежить відчуття постійного безсилля перед обличчям поразки або особистої неповноцінності. Вона може існувати як в індивідуально-психологічній, так і в соціально-психологічній та історичній формах. У філософії образа є предметом моральної критики.

## Походження
Образа, часто невиправдана, може виникати між окремими особами або між окремими особами та інституціями, стосунки між якими сприймаються як несправедливі. Вона може розпалювати давні конфлікти й використовується ідеологіями, окремими особами та громадськими рухами. Медіа, особливо соціальні мережі, посилюють і маніпулюють образою, що призводить до безплідних діалогів та ірраціональних проявів безсилля чи заздрощів.

## Філософія

### Фрідріх Ніцше
Ресентимент — одне з філософських понять німецького філософа Фрідріха Ніцше. Ніцшеанське використання цього терміну, ймовірно, сходить до данського мислителя К'єркегора. Пізніше його підхопив Макс Шелер. У своїй «Генеалогії моралі» (1887) Ніцше пише, що образа — це моральне збочення, яке бере свій початок у давньому культурному та релігійному конфлікті між римлянами та євреями, що породив аскетичний ідеал. Для Ніцше ображені істоти — це раса людей, для яких «справжня реакція, тобто дія, заборонена, і які компенсують себе лише за допомогою уявної помсти». Таким чином, він пов'язує образу з тим, що він називає «рабською мораллю», яка, по суті, складається з образи, не-творця. Ображені люди глибоко реактивні, іншими словами, вони безсилі й розчаровані. Будь-яка людина, якій забороняють діяти, і яка, таким чином, є безсилою, страждає від образи: іншими словами, вона може лише терпіти неможливість самовираження.
Сила полягає в подоланні цього стану (який, згідно з Ніцше є вродженим та нездоланим), як коли ми долаємо бажання помсти. Слабкість, навпаки, полягає в нездатності позбутися її (наприклад, коли бажання помсти стає нав'язливою ідеєю, або коли жаль про скоєний вчинок стає моральними тортурами, які не дають спокою), і тоді людина обертає свої розчарування на свою користь, знаходячи виправдання своєму безсиллю через заперечення й аксіологічну реверсію. Це прагнення знайти виправдання якраз і характеризує «рабську» ментальність, за Ніцше. Така ментальність образи зустрічається, наприклад, в ідеологіях, які визначають себе стосовно реального або уявного «ворога»: ворог (причина безсилля) оцінюється як причина перенесених страждань, і, на противагу цьому, той, хто їх терпить, приписує собі уявну моральну вищість. Ніцше підсумовує це так:
|  | «Вони погані, тому ми хороші». |

### Жиль Дельоз
Жиль Дельоз прокоментував концепцію ressentiment у книзі «Ніцше і філософія» (1962) з метою «стверджувального», антидіалектичного оновлення філософії. Після гегемонії постгегельянських доктрин Дельоз запропонував філософію, яка більше не зосереджується на ідеї діалектичного подолання та критичної активності, а на перевазі активного над реактивним (критика та діалектика ототожнюються з реактивністю та негативізмом).